# Stanislav Melnykov
Stanislav Anatolijovytj Melnykov (ukrainska: Станіслав Анатолійович Мельников), född den 26 februari 1987 i Odessa i Ukrainska SSR i Sovjetunionen, är en ukrainsk friidrottare som tävlar i häcklöpning. 